# Gare de Dunsmuir
Pour les articles homonymes, voir Dunsmuir.
La  gare de Dunsmuir est une gare ferroviaire des États-Unis située à Dunsmuir en Californie. Elle est desservie par Amtrak. C'est une gare sans personnel. Il s'agit de la gare Amtrak la plus au nord de l'État de Californie.

## Service des voyageurs

### Accueil
La gare dispose de téléphones et de toilettes publiques.

### Desserte
- Ligne d'Amtrak[1] :
  - Le Coast Starlight: Los Angeles - Seattle